# りいちゅ
りいちゅは、日本のイラストレーター、漫画家。
ソーシャルゲームやライトノベルのイラストを手掛けているほか、『四ノ宮小唄はまだ死ねない -BORDER OF THE DEAD-』で漫画家としてもデビューした。
東京でイラストレーターの集まりに参加した際に助言を受け、1か月ほど考えてから上京を決めた。

## 作品リスト

### イラスト

#### ライトノベルのイラスト
- もちろんでございます、お嬢様（著：竹岡葉月、ファミ通文庫、2012年）
- 湯けむり温泉郷まほろばの非日常 〜おんせん部活動日和〜（著：水樹尋、講談社ラノベ文庫、2014年）
- ナイトメア☆ナイトパーティー！（著：水樹尋、講談社ラノベ文庫、2016年）
- 剣士を目指して入学したのに魔法適性9999なんですけど!?（著：年中麦茶太郎、GAノベル、2016年）
- うちの聖女さまは腹黒すぎだろ。（著：上野遊、電撃文庫、2017年）
- マギステル・マーチャント ヒモ野郎が口先だけで億万長者を目指すそうです（著：砥石大樹、MF文庫J、2018年）
- 二周目チートの転生魔導士 〜最強が1000年後に転生したら、人生余裕すぎました〜（著：鬱沢色素、Kラノベブックス、2019年）
- ひきこまり吸血姫の悶々（著：小林湖底、GA文庫、2020年）[3]
- D級冒険者の俺、なぜか勇者パーティーに勧誘されたあげく、王女につきまとわれてる（著：白青虎猫、オーバーラップ文庫、2020年）
- また殺されてしまったのですね、探偵様（著：てにをは、MF文庫J、2021年）[4]
- 勇者症候群（著：彩月レイ、電撃文庫、2023年）[5]
- ヤクモとキリヱ（著：てにをは、クリーチャーデザイン：まーぼー、MF文庫J、2024年）
- モブ司祭だけど、この世界が乙女ゲームだと気づいたのでヒロインを育成します（著：レオナールD、角川スニーカー文庫、2025年）

#### その他のイラスト
- アズールレーン（ゲーム、2019年）ル・テメレール[6]、グレンヴィル[6]、ルピニャート[7]
- 乙女ゲームの破滅フラグしかない悪役令嬢に転生してしまった… GIRLS PATCH（アンソロジーコミック、2020年[8]）カバーイラスト
- 未だ、青い（湊あくあのシングル、2022年[9]）ジャケットイラスト
- らぶフォー（メディアミックス、2023年[10]）キャラクターイラスト
- キリヱ（てにをはの楽曲、2024年[11]）MVイラスト

### 漫画作品
- 四ノ宮小唄はまだ死ねない -BORDER OF THE DEAD-（原作：大槻涼樹、『モーニング・ツー』2019年8号[12] - 2021年7号[13]）
- ライザのアトリエ 〜常闇の女王と秘密の隠れ家〜（原作：コーエーテクモゲームス〈ガスト〉、キャラクターデザイン：トリダモノ、『週刊ファミ通』2020年10月1日号[14] - 2021年12月23日号）
- ひきこまり吸血姫の悶々（原作：小林湖底、『月刊ビッグガンガン』2022年Vol.01[15] - 2025年Vol.05） - 作画・キャラクター原案[3]。
- アニメ『ライザのアトリエ』 AnimeJapan2023 GREENSTAGE レポート漫画（2023年[16]）

### 書籍

#### 漫画単行本
- 『四ノ宮小唄はまだ死ねない -BORDER OF THE DEAD-』、原作：大槻涼樹、講談社〈モーニングKC〉2019年 - 2021年、全3巻
  1. 2019年11月21日発売[17][18]、ISBN 978-4-06-517581-1
  2. 2020年8月20日発売[19]、ISBN 978-4-06-519642-7
  3. 2021年7月20日発売[20]、ISBN 978-4-06-523804-2
- 『ライザのアトリエ 〜常闇の女王と秘密の隠れ家〜』、原作：コーエーテクモゲームス（ガスト）、キャラクターデザイン：トリダモノ、KADOKAWA〈ファミ通クリアコミックス〉2022年、全1巻
- 『ひきこまり吸血姫の悶々』、原作：小林湖底、スクウェア・エニックス〈ビッグガンガンコミックス〉2022年 - 、既刊3巻（2023年11月25日現在）

#### 画集
- 『Eterna Luce-エテルナ ルーチェ- りいちゅ ART WORKS』アールビバン、2025年1月23日発売[21]、ISBN 978-4-8021-3509-2

### その他
- 温泉むすめ（メディアミックス、2018年）平湯みつばのキャラ原案[22]
- 茜音カンナ、涼海ネモ、橙里セイ、家入ポポ、瑚白ユリ、紫水キキ（ななしいんく所属バーチャルYouTuber、2021年）デザイン原案[1]
- 本阿弥あずさ（すぺしゃりて所属バーチャルYouTuber、2024年[23]）キャラクターデザイン
- 白咲露理（ぶいすぽっ! Virtual eSports Projectの中華圏プロジェクト『卟啵电竞project (VSPO! CN) 』のバーチャルYouTuber、2024年[24]）
- 紅波マダイ（プロジェクト「うおむすめ」のバーチャルYouTuber、2024年）キャラクターデザイン[25]